# Amblyeleotris triguttata
Amblyeleotris triguttata là một loài cá biển thuộc chi Amblyeleotris trong họ Cá bống trắng. Loài cá này được mô tả lần đầu tiên vào năm 2004.

## Từ nguyên
Từ định danh triguttata được ghép bởi hai âm tiết trong tiếng Latinh: tri (“ba”) và guttata (“đốm”), hàm ý đề cập đến ba đốm đen nổi bật nhất của loài cá này, một ở trên gáy và hai ở vây lưng trước.

## Phân bố và môi trường sống
A. triguttata có phân bố tập trung ở Tây Ấn Độ Dương, từ Biển Đỏ vòng qua vịnh Ba Tư, xuống phía nam đến đảo Socotra (Yemen). Theo Larson (2022), mặc dù mẫu định danh của Amblyeleotris delicatulus bị hư hỏng khá nặng, nhưng A. delicatulus có khả năng là tên chính xác cho quần thể A. triguttata.
A. triguttata sống trên nền cát và đá vụn của rạn san hô ở độ sâu đến ít nhất 20 m.

## Mô tả
Chiều dài cơ thể lớn nhất được ghi nhận ở A. triguttata là 11 cm. Đầu và thân màu vàng nhạt, có 5 sọc màu nâu cam, lốm đốm các vệt nâu cam ngắn hơn ở khoảng trắng giữa các sọc này. Có vệt cong màu nâu sẫm từ dưới mắt ra sau hàm. Đốm nâu sẫm, gần như đen ngay phía trên nắp mang, đốm tương tự ở gốc vây lưng trước. Gai lưng đầu tiên có đốm nhỏ màu nâu đỏ gần gốc. Có những vệt chấm màu xanh lam đậm ở gáy và hai bên đầu phía sau mắt.
Số gai vây lưng: 7; Số tia vây lưng: 13; Số gai vây hậu môn: 1; Số tia vây hậu môn: 14–15; Số gai vây bụng: 1; Số tia vây bụng: 5; Số tia vây ngực: 18–20.

## Sinh thái
A. triguttata sống cộng sinh với tôm gõ mõ Alpheus bellulus.